# Torta bertolina
La torta bertolina (denominata più comunemente solo bertolina, dialetto cremasco: bertulina) è un dolce tipico autunnale dell'area cremasca. Ha forma cilindrica, ma in alcuni casi anche pezzata, specie se venduta presso gli esercizi alimentari; ha un colore marroncino e, appena sfornata, produce un intenso profumo di uva fragola. La crosta è bucherellata e non è uniforme. Può avere delle varianti, specie a livello di produzione familiare.
Le origini sono incerte, ma probabilmente vanno collocate temporalmente a dopo il 1800: le prime notizie sull'uva fragola, importata dall'America, risalgono ai principi del XIX secolo e forse è stata successivamente ibridata con la vite comune

## Ingredienti[1][4]
- Uva fragola (detta anche uva americana)
- Farina
- Farina di mais
- Zucchero
- Zucchero a velo
- Burro
- Olio
- Uova
- Lievito di birra

## La sagra della bertolina

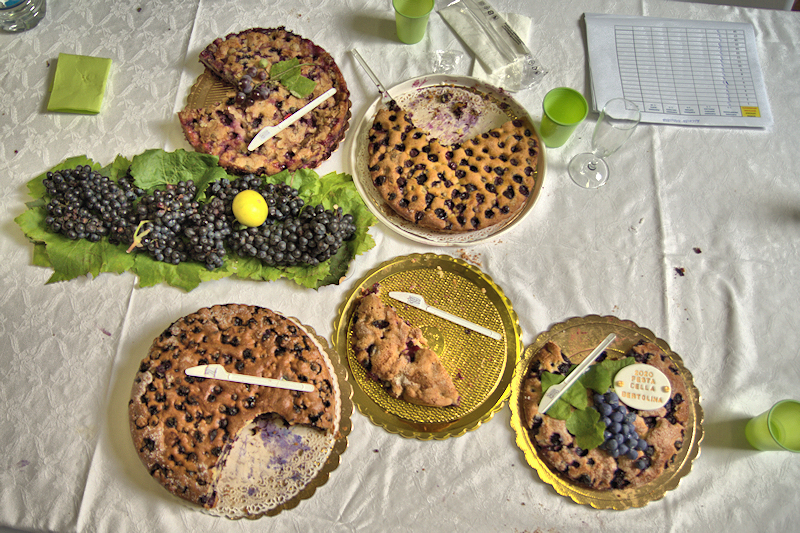
Esemplari di bertoline partecipanti all'annuale concorso indetto dalla Pro Loco di Crema

Ogni anno, nel mese di settembre, si allestisce a Crema la sagra della bertolina; in piazza Duomo è possibile degustare la torta.